# Hamburger Maikämpfe 1890
Als Hamburger Maikämpfe bezeichnet man die Aussperrungen und Streiks infolge des 1. Mai 1890. An diesem ersten von der Zweiten Internationale proklamierten Maifeiertag traten die organisierten Hamburger Arbeiter zur Bekräftigung der Forderungen nach dem Achtstundentag in den Streik. Daraus entwickelten sich teilweise mehrere Wochen andauernde Auseinandersetzungen mit den Arbeitgebern. Die Bewegung erregte deutschlandweit Aufmerksamkeit und rief Solidaritätskampagnen hervor. Am Ende verloren die Arbeiter den Konflikt und ihre Gewerkschaften wurden für Jahre stark geschwächt. Auf Reichsebene trugen die Hamburger Erfahrungen mit zu einer stärkeren Zentralisierung der freien Gewerkschaften und zur Gründung der Generalkommission der Gewerkschaften Deutschlands bei.

## Vorgeschichte
Hamburg war schon seit längerem ein Schwerpunkt der deutschen Arbeiterbewegung. Schon früher hatte es unter den Handwerksgesellen Arbeitsniederlegungen gegeben. Aber erst nach der Abschaffung der Zunftprivilegien im Jahre 1865 kam es in Hamburg zu breiter angelegten Streiks. Bereits 1865 fanden dreißig Arbeitskämpfe statt. Noch weitere Kreise zogen die Streikwellen von 1869 und in den Gründerjahren von 1871 bis 1873. Vor diesem Hintergrund breitete sich auch die Gewerkschaftsbewegung aus. Diese war aber noch schwach und viele Organisationen verloren schon in der Zeit des wirtschaftlichen Abschwungs während der Gründerkrise nach 1873 an Bedeutung. Auch die Zahl der Streiks ging zurück. Auch das Sozialistengesetz wird dabei eine Rolle gespielt haben.
Dennoch konnten sich die Gewerkschaften erholen. Im Jahr 1890 hatte so gut wie jede Arbeitergruppe eine eigene Organisation. Im Jahr 1890 existierten in Hamburg 84 Gewerkschaften mit über 30.000 Mitgliedern. Einige hatten über 1000 Mitglieder, andere hatten kaum 100 Mitglieder. Insgesamt waren um die 20 % der Arbeiter in Hamburg organisiert. Auch wenn die Gewerkschaften nur eine Minderheit organisierten, war der Organisationsgrad doch höher als in den meisten anderen deutschen Industriezentren.
Erst gegen Ende der 1880er Jahre kam es erneut zu einer großen Streikwelle in der Hansestadt. Zwischen 1888 und 1890 zählte man dreißig Streiks und Aussperrungen im Hamburger Hafen. Der Höhepunkt waren die Streiks im Zusammenhang mit dem 1. Mai 1890.
In Hamburg bildete sich Anfang April 1890 der Arbeitgeberverband Hamburg-Altona. Damit hatten die Arbeitgeber eine starke Organisation, die es so im übrigen Deutschland noch nicht gab. Selbst bei eigentlich begrenzten Streiks mussten die Gewerkschaften fortan damit rechnen, dass die Arbeitgeber darauf geschlossen antworten würden.

## Verlauf
Im Jahr 1889 beschloss der Internationale Arbeiterkongress, dass am 1. Mai 1890 erstmals in allen Ländern Kundgebungen zur Einführung des Achtstundentages stattfinden sollten. Die Umsetzung überließ man den Arbeiterbewegungen in den einzelnen Ländern.
Am 11. April 1890 erließ das preußische Innenministerium einen Erlass zum Umgang mit den am 1. Mai bevorstehenden Aktionen der Arbeiter. Diese Anweisungen wurden auch von den anderen Bundesstaaten des Reiches weitgehend übernommen. Die Behörden erwarteten Streiks, Demonstrationen und eine Petitionsbewegung für den Achtstundentag. Der Erlass machte darauf aufmerksam, dass Arbeitsniederlegungen ohne vorherige Kündigung strafrechtlich zu verfolgen seien. Die Arbeitgeber und die Arbeitswilligen seien von der Polizei zu schützen. Agitatoren wurden mit entsprechenden Paragraphen der Gewerbeordnung und des Strafgesetzbuches bedroht. Versammlungen und Demonstrationen unter freiem Himmel seien wegen der Gefahr einer Störung der öffentlichen Ordnung zu verbieten. Versammlungen in geschlossenen Räumen konnten auf Grund des noch geltenden Sozialistengesetzes untersagt werden. In den Hochburgen der Arbeiterbewegung sollten die Polizeikräfte verstärkt werden.
In Hamburg stand ein Infanterieregiment für den 1. Mai und die folgenden Tage bereit. In der Stadt wurden die meisten Arbeiterversammlungen und alle Demonstrationen verboten. Lediglich einige Vergnügungsveranstaltungen am Abend wurden genehmigt. Die Arbeitgeber im Verband der Eisenindustrie Hamburgs kündigten an, Arbeitseinstellungen am 1. Mai mit einer Aussperrung für acht Tage in allen Betrieben zu beantworten. Vor dem Hintergrund drohender Repressionen warnte die SPD-Reichstagsfraktion in einem Aufruf „An die Arbeiter und Arbeiterinnen Deutschlands“ vor einer allgemeinen Arbeitsniederlegung. Diese sollte nur dort erfolgen, wo keine Konflikte mit den Behörden zu erwarten seien. Die freien Gewerkschaften in Hamburg hielten dennoch an einem zuvor bereits gefassten Streikbeschluss fest. Am 25. April 1890 wurde auf einer Massenversammlung in „Sagebiels Etablissement“ von etwa 6.000 Arbeitern gegen den Rat der Vorbereitungskommission mit überwältigender Mehrheit beschlossen, den 1. Mai als Feiertag zu betrachten, an dem möglichst alle gewerbliche Arbeit ruhen sollte.
Als Folge des Aufrufs der SPD-Reichstagsfraktion wurde nur in wenigen deutschen Städten am 1. Mai die Arbeit eingestellt. Stattdessen fanden abends große Kundgebungen statt. Eine Ausnahme war Hamburg. Dort legten etwa ein Drittel der Arbeiter die Arbeit nieder. Die Arbeitgeber antworteten mit den angekündigten Aussperrungen. Davon betroffen waren über 20.000 Arbeiter. Die Aussperrungen wurden über die angekündigten acht Tage teilweise um mehrere Wochen ausgedehnt. Damit versuchten die Arbeitgeber, die Arbeiter dazu zu zwingen, aus ihren Organisationen auszutreten und einen entsprechenden Revers zu unterzeichnen. An Stelle der Ausgesperrten warben die Arbeitgeber auswärtige Arbeitswillige an. Letztlich war es Ziel der Arbeitgeber, dass die Gewerkschaften durch die Zahlung von Unterstützungsleistungen finanziell zusammenbrachen. Von den Gewerkschaften wurde die Aussperrung als Angriff auf das Koalitionsrecht gewertet.
Ein Teil der Arbeiter – insbesondere Maurer und Zimmerleute, aber auch andere Berufsgruppen – antworteten auf die Aussperrungen mit Streiks für bessere Arbeitsbedingungen. Die meisten dieser Bewegungen scheiterten. Die Belastungen durch die Arbeitskämpfe waren für die Hamburger Gewerkschaften enorm. Noch Mitte Mai mussten sie 8.500 und Mitte Juli immerhin noch 2.500 Mitglieder unterstützen. Immerhin wurden die Hamburger Arbeiter durch eine Solidaritätsbewegung in anderen Teilen des Reiches durch Spendensammlungen finanziell unterstützt. In anderen Regionen wurden eigene Streiks zurückgestellt, um den Hamburger Kämpfern für das Koalitionsrecht beistehen zu können. Auch aus Süddeutschland kam Hilfe. Allein aus Baden sind 35 Geldsendungen bekannt. Dabei handelte es sich oft allerdings nur um geringe Summen.

## Folgen
Die Streikwelle rief unter den Kaufleuten und Industriellen und in den von diesen dominierten städtischen Gremien tiefe Besorgnis hervor. Der Handel hatte unter den Arbeitskämpfen bereits gelitten, und man befürchtete für die kommenden Jahre ähnliche Bewegungen. Man fürchtete sogar Versuche des politischen Umsturzes. Für die schweren Unruhe im Gängeviertel machte man denn auch die Sozialdemokraten verantwortlich.
Tatsächlich hatte der Streik die Gewerkschaften stark geschwächt. Viele Mitglieder traten enttäuscht aus. Die Mitgliederzahl sank um zwei Drittel ab. Viele Organisationen bestanden nur noch auf dem Papier. Die Macht der Gewerkschaften war nach Ansicht der Behörden nach dem Streik gebrochen. Ähnlich urteilte auch Friedrich Engels: Der erste Mai habe „den Hamburgern, die an dem Tag die Arbeit einstellten, einen Lockout eingebracht (...), die die Kraft ihrer bestorganisierten Trade Unions brach, und sie auf lange lahm legte.“ Alle Streiks in den kommenden Jahren scheiterten. Auch wenn es schien, dass die Sozialdemokraten und Gewerkschaften geschwächt waren, hatten sie doch ihren Einfluss nicht wirklich verloren. Der Hafenarbeiterstreik von 1896 zeigte, dass die Auseinandersetzung zwischen Arbeitgebern und Arbeitern nur vertagt worden war.
Die Niederlage in Hamburg machte deutlich, dass zersplitterte und lokal handelnde Organisationen zu schwach waren, um gegen die Arbeitgeber zu bestehen. Diese Erfahrung trug zur Reorganisation der freien Gewerkschaften und zur Bildung der Generalkommission der Gewerkschaften Deutschlands als Dachorganisation bei.